# Концерт для України (2022)
«Концерт для України» — це двогодинний благодійний концерт у Сполученому Королівстві, організований ITV plc, Livewire Pictures, Global Radio та Надзвичайним комітетом зі стихійних лих, щоб зібрати кошти для людей, які постраждали від російського вторгнення в Україну 2022 року через звернення DEC. Концерт відбувся в Resorts World Arena у Бірмінгемі 29 березня 2022 року, на якому взяли участь ряд сучасних артистів.

## Виробництво та нарощування
Концерт представили Роман Кемп, Марвін Хьюмс та Емма Бантон, які представили різні акти та заклики до пожертв. Його транслювали на телебаченні ITV, а також транслювали в прямому ефірі на ITV Hub, а також транслювали радіомережі Global's Heart і Capital. Концерт також одночасно транслювався в Ірландії на Virgin Media One і транслювався в Австралії на телеканалі ABC TV Plus 30 березня, останній з яких приносить користь ABC «ABC Gives Ukraine Appeal», а виручені кошти були передані Альянсу з надзвичайних ситуацій (EAA). Також були доступні квитки на концерт. Було оголошено, що всі виручені кошти підуть безпосередньо до гуманітарного звернення Комітету з надзвичайних ситуацій в Україні, а ITV підтвердив, що передасть дохід від реклами від концерту, який, за його оцінками, становитиме близько 3 мільйонів фунтів стерлінгів, на апеляцію.
Концерт організував Ґай Фріман з Livewire Pictures, який організував подію за три тижні. Деталі були оголошені 16 березня, а роздрібний продавець Marks & Spencer підтверджено як головний спонсор заходу.

## Сетлист
Нижче наведено сет-лист з концерту, включаючи промови та пісні, який транслювався на ITV 29 березня 2022 року:
- Сніговий патруль — «Біжи»
- Емелі Санде і хор Королівства — «Яскравіші дні»
- Сер Тревор Макдональд з даниною пам'яті загиблим і пораненим військовим кореспондентам, включаючи репортаж Герейнта Вінсента
- Том Оделл — «Інше кохання»
- Анн-Марі — «Красива»
- Мел Ґєдройц зі спеціальним репортажем
- Джамала — «1944»
- Біллі Айліш і Фіннеас О'Коннелл із попередньо записаною заявою про підтримку
- Manic Street Proachers — «Якщо ви це терпите, ваші діти будуть наступними»
- Беккі Хілл — " You Got the Love "
- Роберт Ріндер із доповіддю про біженців, які прибувають на залізничний вокзал у Польщі
- Хор Королівства — «Stand By Me»
- Ед Ширан — «Ідеальний» і «Шкідливі звички»
- Звіт зі Львова про внутрішньо переміщених осіб в Україні
- Каміла Кабельо — " Виправити себе "
- Каміла Кабельо і Ед Ширан — " Бам Бам "
- 94 скрипалі з 29 країн — «Вербовая дощечка», починаючи з Іллею Бондаренком, записана в підвальному бомбосховищі, і закінчуючи Ніколою Бенедетті, яка грає наживо на сцені, а Тамсін Грейг та Едді Марсан читають слова біженців Артема та Наталі.
- Грегорі Портер і хор Царства — «Відродження»
- Палома Фейт — «Тільки любов може так боліти»
- Найл Роджерс і Шик — поєднання з " Everybody Dance " і " We Are Family "

## Збір коштів
Загалом до кінця концерту було зібрано 11,3 мільйона фунтів стерлінгів. У другій половині дня 30 березня на концерті було зібрано 13,4 мільйона фунтів стерлінгів на апеляцію Комітету з надзвичайних ситуацій.